# Ku-Klux-Klan

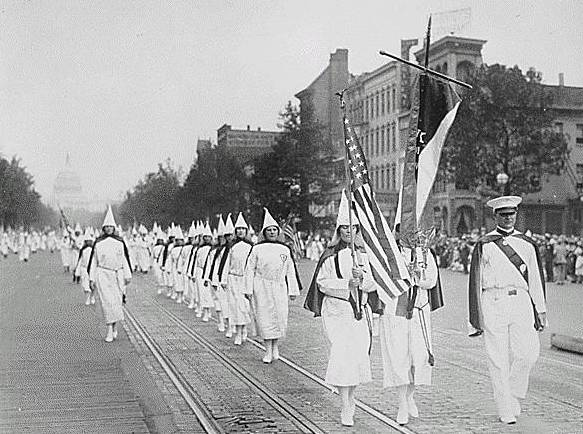
Parade des Ku-Klux-Klans 1928 in Washington, D.C.

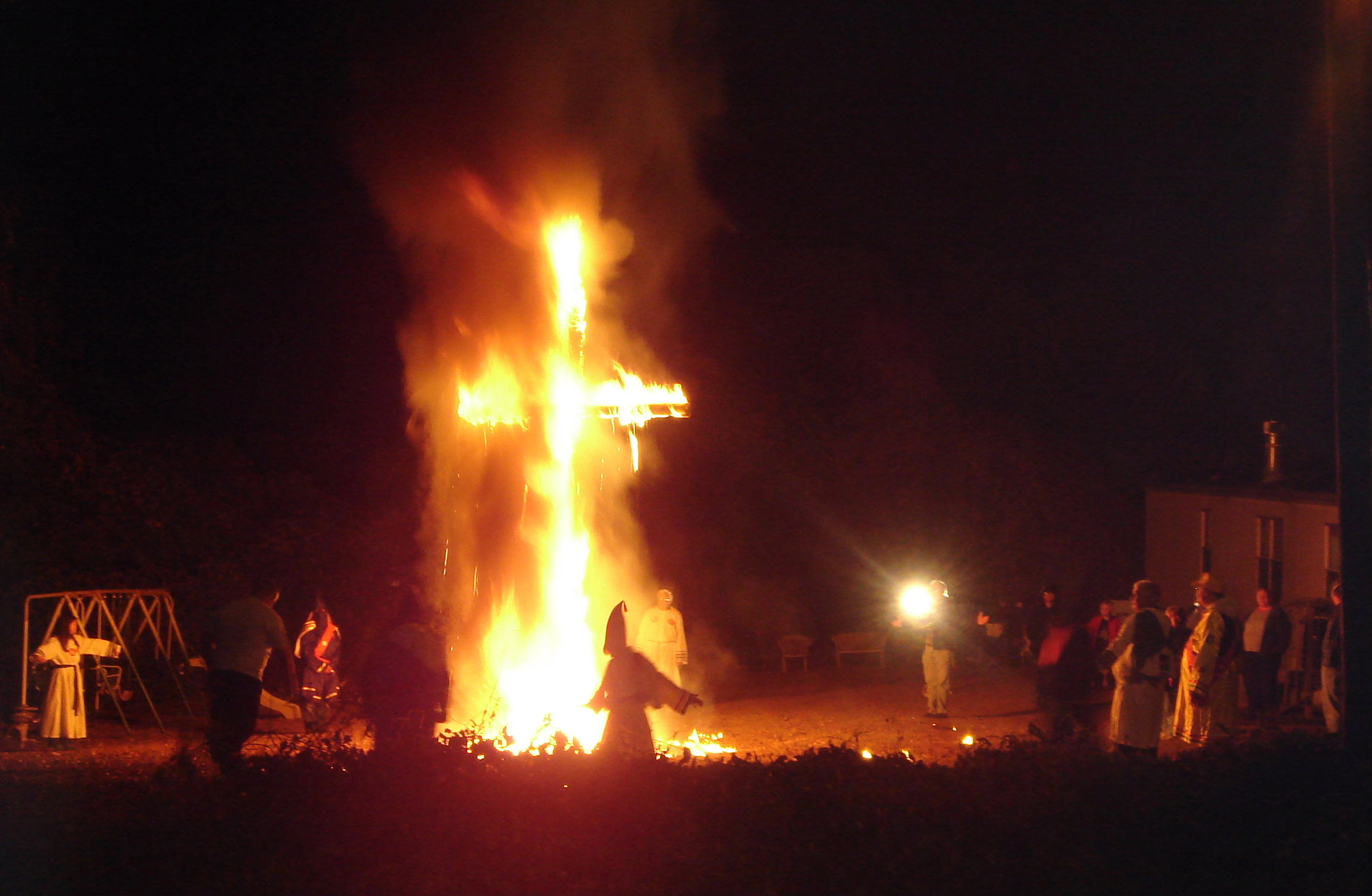
Brennendes Kreuz als markantes Symbol des Klans (2005)

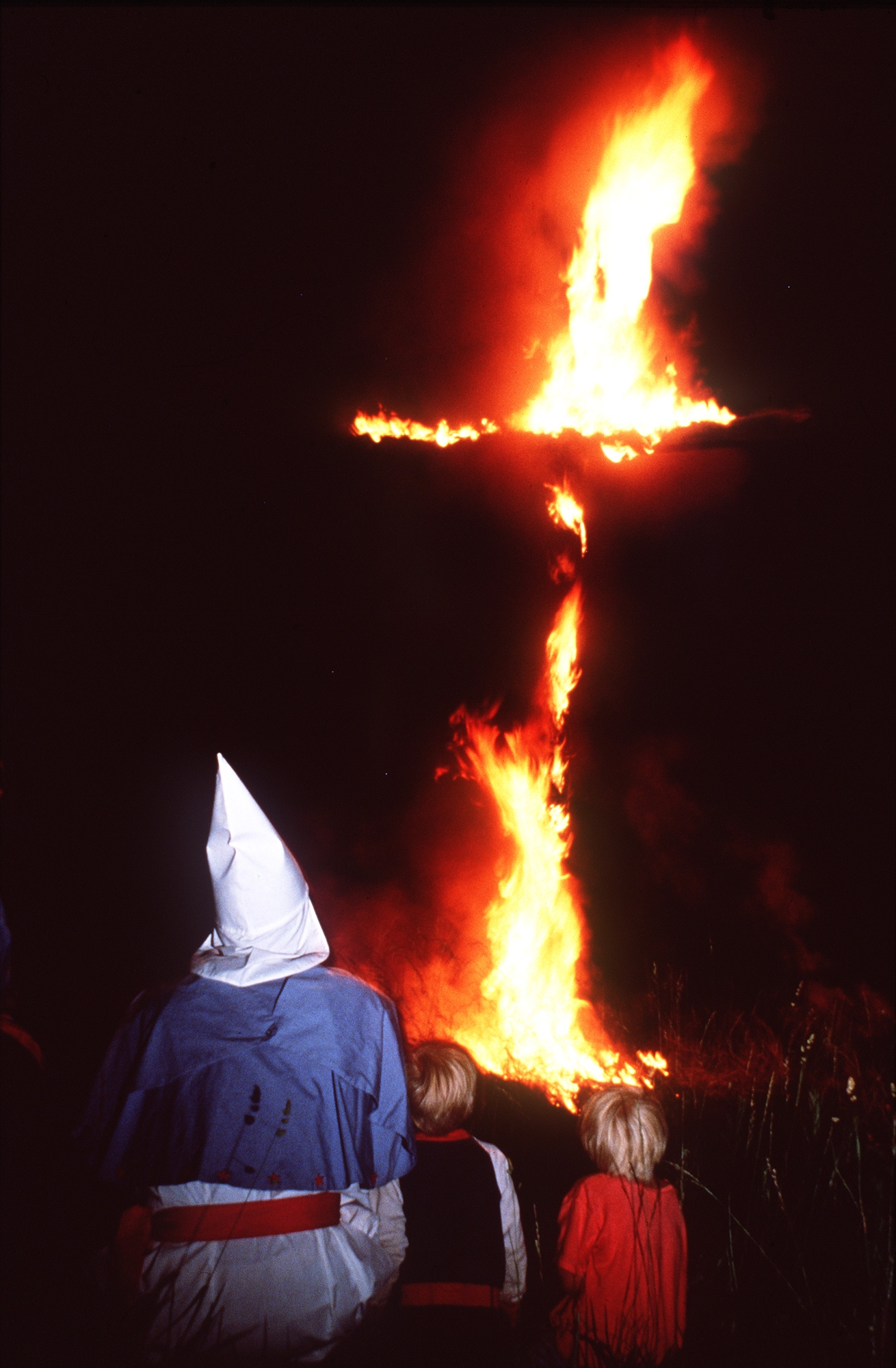
Brennendes Kreuz in Ohio (1987)

Der Ku-Klux-Klan (KKK, englisch Ku Klux Klan) ist ein rassistischer und gewalttätiger Geheimbund mit protestantisch-nationalistischen Wurzeln, der vor allem in den Südstaaten der USA aktiv ist. Der Klan bestand von 1865 bis 1871 und von 1915 bis 1944 als einheitliche Organisation. Seit 1950 existieren unter diesem Namen wieder mehrere voneinander unabhängige Gruppen.
Ziel des Klans war nach der Gründung am 24. Dezember 1865 vor allem die Unterdrückung der Schwarzen. Seine Gewalttaten richteten sich zunächst gegen Schwarze und deren Beschützer sowie gegen die zahlreichen ehemaligen Nordstaatler, die vom Wiederaufbau des Südens (Reconstruction) nach dem Sezessionskrieg profitieren wollten. Es handelte sich um eine paramilitärische Gruppierung, die versuchte, ihre politischen Ziele mit Terror und Gewalt zu erreichen, und die um 1870 aufgelöst wurde. 1915 wurde der Klan als eine nativistische Massenorganisation neu gegründet. Mit bis zu vier Millionen Mitgliedern (1924) verfolgte dieser Klan eine Politik weißer Vorherrschaft insbesondere gegenüber Afroamerikanern, aber auch einen militanten Antikatholizismus und Antisemitismus. Nach dem Zweiten Weltkrieg formierten sich verschiedene, voneinander unabhängige Gruppen als Ku-Klux-Klan, die verschiedene Gewaltakte, von verbalen Einschüchterungsmaßnahmen über diverse körperliche Angriffe bis hin zur Ermordung tatsächlicher oder vermeintlicher Vertreter der amerikanischen Bürgerrechtsbewegung, verübten.
Die Mitglieder des Klans, dessen Namensherkunft nicht vollständig geklärt ist, nennen sich selbst Knights of the Ku Klux Klan (Ritter des Ku-Klux-Klans). Das klandestine, geheimpolitische Netz der Organisation ist bei Mitgliedern unter dem Namen Invisible Empire (Unsichtbares Reich) bekannt. Es gibt enge Verbindungen des Klans zu anderen rassistischen Gruppierungen wie zum Beispiel der World Church of the Creator, einer Glaubensgemeinschaft, die in der Vergangenheit u. a. durch die Verbreitung rassistischer Computerspiele über das Internet aufgefallen ist. In Kanada, Australien und mehreren europäischen Ländern, darunter Deutschland, gibt es Zweigorganisationen des Klans (siehe Liste von Ku-Klux-Klan-Organisationen).

## Etymologie
Der Name Ku-Klux-Klan kommt laut der gängigen Überlieferung von κύκλος kýklos, dem griechischen Wort für „Kreis“ – das entsprechende englische Wort circle kann auch für einen geheimen Zusammenschluss, einen Zirkel von Eingeweihten, stehen. Die Mitbegründer des Ku-Klux-Klans, Calvin Jones und Richard Reed, unterbreiteten während der dritten Zusammenkunft den anderen vier Mitgliedern diesen Namensvorschlag, woraufhin einer von ihnen die Idee äußerte, Ku-Klux als Bezeichnung zu wählen. Das Wort Klan wurde demnach hinzugefügt, da es zum einen nahelag, einen Zirkel derart zu bezeichnen, und es sich zum anderen um eine Alliteration handelte, weswegen es zudem mit K geschrieben wurde. Nach einer anderen These ist der Name Ku-Klux-Klan lautmalerisch dem Geräusch beim Spannen eines Gewehrhahnes nachempfunden. Andere Theorien sehen in der Namensgebung einen Bezug zur Geheimgesellschaft Seven Confederate Knights, die von konföderierten Häftlingen im Unionsgefängnis auf Johnson’s Island etabliert worden war, sowie zur Studentenverbindung Kuklos Adelphon, die 1812 an der University of North Carolina at Chapel Hill gegründet worden war. Eine weitere Erklärung, die erstmals von dem mit dem Klan sympathisierenden Autorenpaar Romine geäußert wurde, sieht in der Mayagottheit Kukulkan den Ursprung für den Begriff. Laut dieser Hypothese seien viele der Einwohner des Gründungsortes Pulaski in den 1840er Jahren während des Mexikanisch-Amerikanischen Kriegs mit Legenden zu Kukulkan als Lichtgott und erfolgreichem Bekämpfer der Dunkelheit in Verbindung gekommen, worin die späteren Klanmitglieder meinten, ihren eigenen Kampf gegen befreite Sklaven, Carpetbagger und Scalawags wiederzuerkennen.

## Geschichte

### Reconstruction-Ära

Kostüme des Ku-Klux-Klans

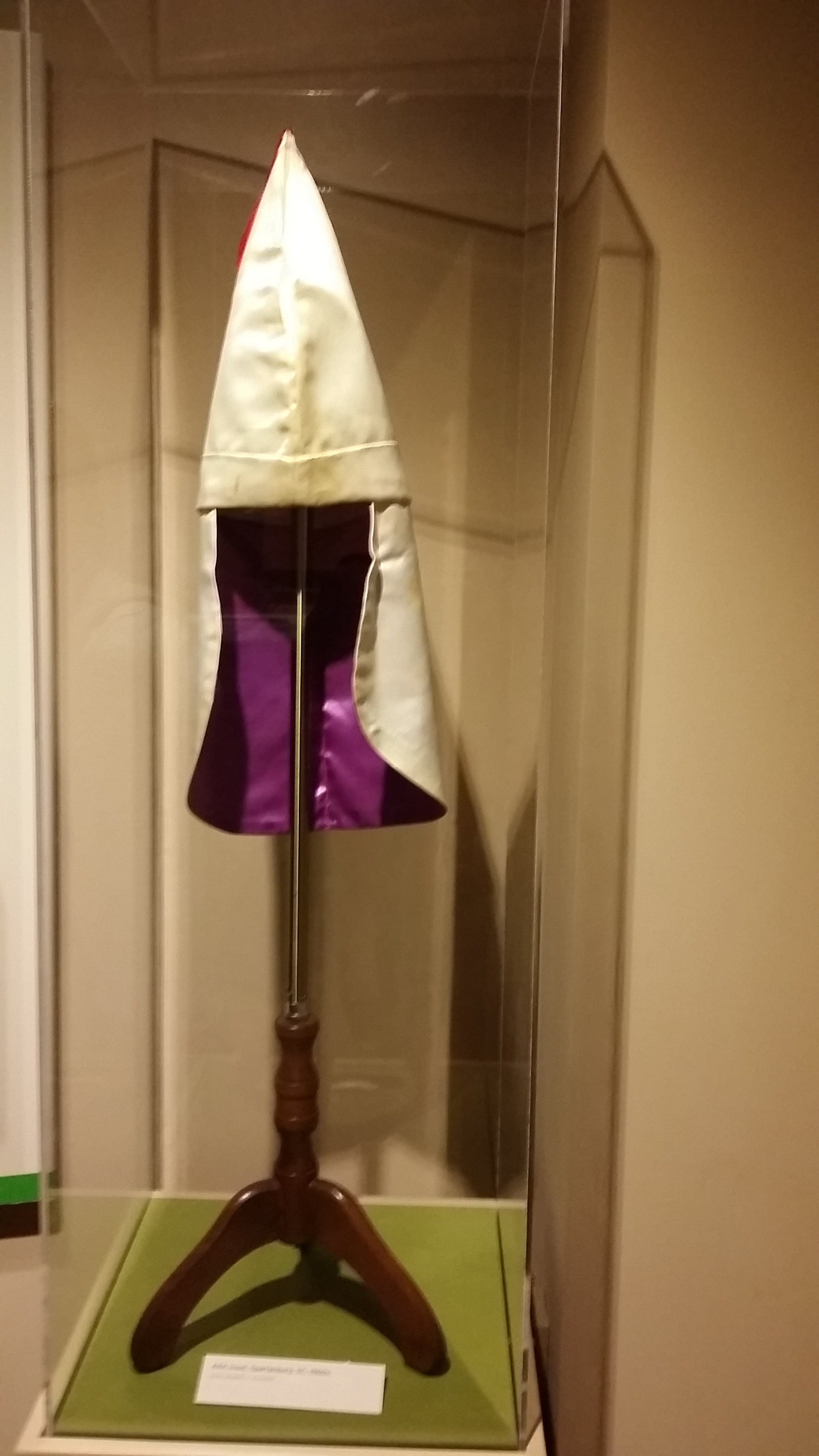
Kopfbedeckung des Ku-Klux-Klan im Levine Museum of the New South, North Carolina

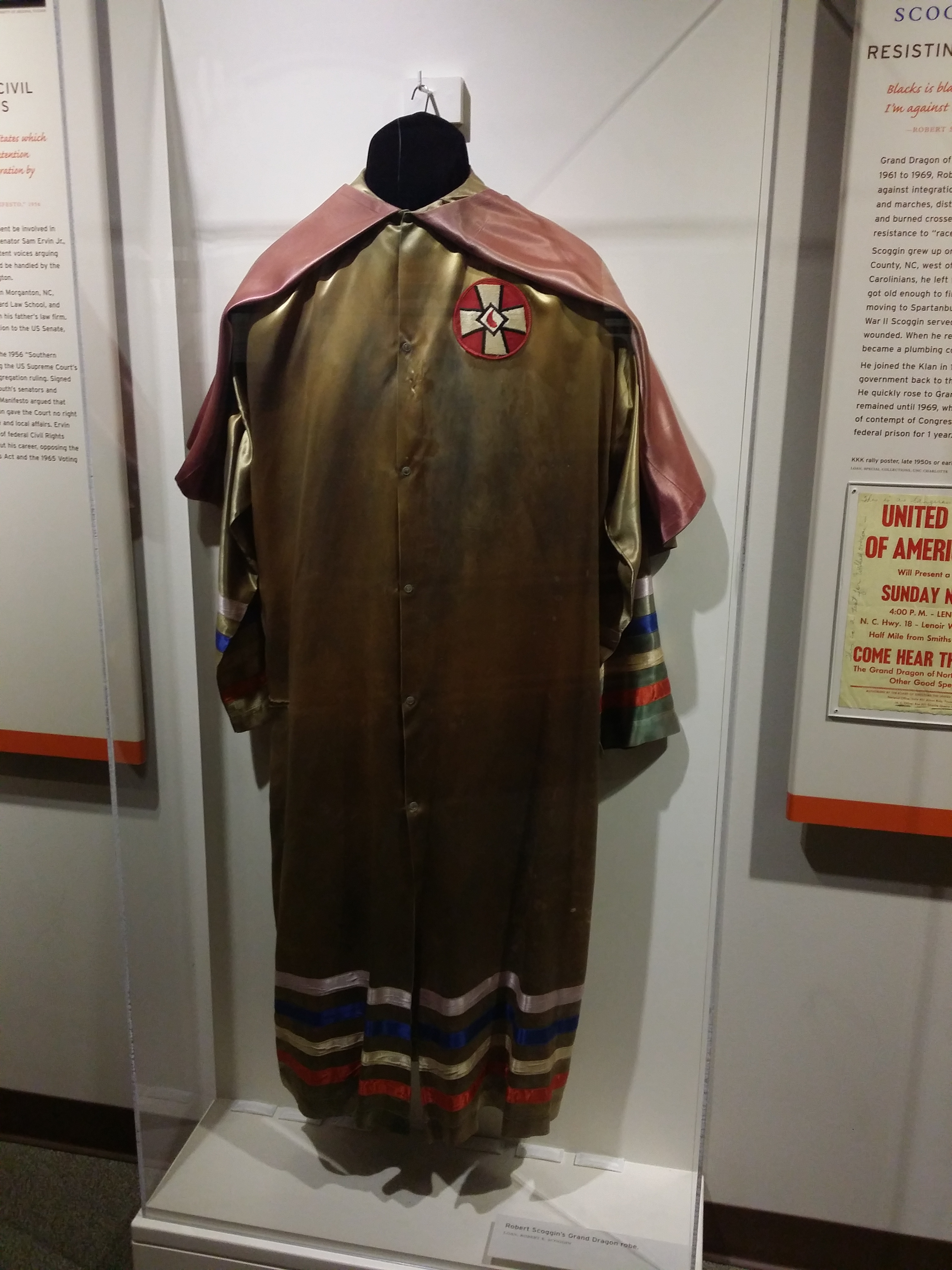
Kutte des Ku-Klux-Klan im Levine Museum of the New South, North Carolina

#### Gründung
Der ursprüngliche Ku-Klux-Klan wurde am 24. Dezember 1865 in Pulaski, Tennessee, gegründet.
Die Gründer waren sechs Offiziere der im Sezessionskrieg unterlegenen Konföderation: Calvin E. Jones, John B. Kennedy, Frank O. McCord, John C. Lester, Richard R. Reed und James R. Crowe.
Dieser ursprüngliche Klan hatte keine politische Zielsetzung. Eine politische Dimension bekam der Klan erst, als man erkannte, dass sich ehemalige Sklaven von den nächtlichen maskierten Ausritten der Klanmitglieder einschüchtern ließen. Schon bald erhielt der Klan Zustrom aus dem ganzen Süden der USA, da die Südstaatler die von den Nordstaaten eingeführte Gleichstellung und Gleichbehandlung von Schwarzen und Weißen nicht akzeptieren wollten.
Die erste Generation des Klans war, anders als die Nachfolgenden, nicht antisemitisch orientiert und nahm auch Juden als Mitglieder auf, darunter den Arzt und späteren Pionier der Hydrotherapie in Amerika Simon Baruch.

#### Bundeskongress in Nashville 1867
Den Gründungsmitgliedern entglitt bald die Führung des Klans. Um die zahlreichen Ortsgruppen als gemeinsame Organisation zusammenzufassen und unter einheitliche Führung zu stellen, organisierte man Anfang 1867 in Nashville, Tennessee, einen Bundeskongress des KKK. Auf dieser Versammlung gab man sich eine Verfassung und wählte den Ex-Südstaatengeneral Nathan Bedford Forrest zum ersten Großen Hexenmeister (Grand Wizard) des Ku-Klux-Klans. Forrests Macht war aber mehr symbolisch, da die einzelnen Klangruppen weiterhin unabhängig voneinander operierten. In jener Zeit hatte der Klan etwa eine halbe Million aktive Mitglieder und unzählige Sympathisanten im gesamten Süden.

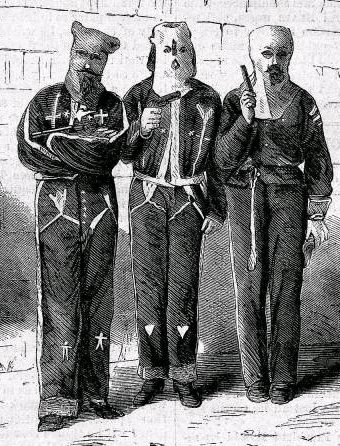
Mississippi-Ku-Klux-Mitglieder, die im September 1871 festgenommen wurden

Jener Klan der Rekonstruktionszeit hinderte die Schwarzen an der Wahrnehmung und Ausübung ihrer damals neu erworbenen Bürgerrechte. Das geschah durch Einschüchterung, Brandstiftung, körperliche Gewalt, Entführung und Mord. Außerdem beinhalteten viele Übergriffe des Klans sexuelle Gewalt gegen Frauen. Der Klan richtete sich jedoch nicht bloß gegen die ehemaligen Sklaven, Opfer des Klans wurden auch die sogenannten scalawags (englisch für ein im Wachstum zurückgebliebenes Tier, im Südstaaten-Slang Name für Kollaborateure mit den Yankees, Kriegsgewinnler und Bürgerrechtsaktivisten), Mitglieder der Republikanischen Partei sowie der United States Army und ihrer Administration (vgl. carpetbaggers).

#### Auflösung 1871
Nach Erlass der sogenannten Ku-Klux-Acts, einer Gesetzesreihe, die die Terrorakte im Süden eindämmen sollte, und einem gescheiterten Versuch der Bundesführung, über Nathan Bedford Forrest die Klan-Mitglieder zur Räson zu bringen, löste jener den Klan 1871 offiziell auf. Doch bei der Auflösung wurde klar, wie gering die tatsächliche Macht des Großen Hexenmeisters war: Nur in Arkansas und Tennessee wurde seinem Befehl Folge geleistet, vor allem in Alabama, Georgia, Mississippi, North- und South Carolina stieg das Ausmaß der Gewaltdelikte dagegen sogar an.

#### Politische Bedeutung und tatsächliches Ende
Der Klan verschwand erst allmählich, jedoch nicht aufgrund öffentlichen Druckes, sondern weil er im Grunde genommen mit dem Ende der Reconstruction und dem Inkrafttreten der Jim-Crow-Gesetze seine politischen Ziele erreicht und sich damit selbst überholt hatte: 1874 hatten die Demokraten wieder die Mehrheit im Repräsentantenhaus erhalten, zwei Jahre später war ihre Alleinherrschaft im Süden im Zuge des Kompromiss von 1877, welcher den Abzug des Bundesheeres aus den letzten noch besetzten (und damit dem Zugriff der Bundesjustiz unterliegenden) Bundesstaaten vereinbarte, de facto wiederhergestellt.
1935 schrieb W. E. B. Du Bois in Black Reconstruction in America, die Idee des Jim-Crow-Amerika von der weißen Vorherrschaft könne als „Faschismus“ betrachtet werden.
Trotz allem wird die tatsächliche politische Macht des KKK der Rekonstruktionszeit heute oft überschätzt. Er war niemals auch nur annähernd in der Lage, die Vorkriegszustände wiederherzustellen, weder auf politischem Weg noch auf der Basis von Terrorübergriffen.

### Ab dem 20. Jahrhundert

#### Neugründung 1915
Am 8. Februar 1915 hatte in Los Angeles D. W. Griffiths epischer Film Die Geburt einer Nation Premiere. Die auf dem Buch The Clansmen von Thomas Dixon basierende Liebesgeschichte vor dem Hintergrund des Bürgerkrieges und der Rekonstruktionsära war ein großer Erfolg; im ersten Jahr besuchten eine Million Zuschauer den Film, bis 1932 spielte er 10 Millionen Dollar ein. Der Film war nicht nur für die damalige Zeit ungewöhnlich lang (Spieldauer über zwei Stunden, je nach Abspielgeschwindigkeit sogar über drei Stunden) und gilt – noch heute – als innovativer Meilenstein der Filmgeschichte, er machte sich auch in bisher in der Filmbranche nicht gekanntem Ausmaß moderne Strategien des Marketing zunutze. So wurde der Film im Weißen Haus gezeigt, nachdem Griffith seinen ehemaligen Kommilitonen von der Johns Hopkins University, Präsident Woodrow Wilson, entsprechend „bearbeitet“ hatte, und Griffith sogar eigens mit einer Vorführcrew aus Kalifornien angereist war. Anschließend wurde Wilson mit einer glühend positiven Kritik des Films zitiert, von welcher er sich später distanzierte und bestritt, diese Worte je geäußert zu haben. Auch die Proteste der National Association for the Advancement of Colored People gegen den plump rassistischen Film wurden eher noch als Marketing-Instrument verwendet.
Die Wirkung des Films auf die Bevölkerung war so enorm, dass sich der Hass auf Schwarze verstärkte und der Klan wieder eine breite Unterstützung in den Südstaaten bekam. Man war der Meinung, dass den schwarzen Bestien Einhalt geboten werden müsse. Allerdings war der Film nicht losgelöst von anderen gesellschaftlichen Trends zu betrachten – die US-Präsidentschaftswahl 1912 hatte der gebürtige Südstaatler und Befürworter der Rassentrennung Woodrow Wilson gewonnen und die Entrechtung der afroamerikanischen Bevölkerung der Südstaaten hatte 1890 bis 1908 in zehn der elf ehemaligen konföderierten Staaten Eingang in die Verfassung gefunden. 1896 wurde vom Supreme Court of the United States im Fall Plessy vs. Ferguson die Rassentrennung unter der Maßgabe „separate but equal“ („getrennt aber gleich“) erlaubt. Dazu kam, dass Booker T. Washington als Anführer der afroamerikanischen Bürgerrechtsbewegung erpicht darauf war, offenen Konflikt mit der weißen Mehrheit zu vermeiden (Kompromiss von Atlanta) und konfrontativere Stimmen wie W. E. B. Du Bois öffentlich noch kaum Beachtung fanden. Im amerikanischen Diskurs wurde diese Ära ab Mitte der 1950er Jahre als Nadir of American race relations(deutsch: „Tiefpunkt der ethnischen Beziehungen“) bezeichnet. Der Begriff geht auf den afroamerikanischen Historiker Rayford Logan zurück und umfasst den Zeitraum von 1880 bis 1930.
Diese durch den Erfolgsfilm hervorgerufene Stimmung und die durch ihn verstärkte damalige allgemeine Meinung der amerikanischen Öffentlichkeit, den Bürgerkrieg und seine Ursachen und Auswirkungen als Fehler zu sehen, nutzte der ehemalige Methodistenprediger William Joseph Simmons, um den Klan wiederauferstehen zu lassen: Am Thanksgiving-Tag 1915 hielt er die erste Aufnahmezeremonie des 20. Jahrhunderts am Stone Mountain (einer Art „Schrein der  Südstaaten“) östlich von Atlanta ab. Er erweiterte das mythische Repertoire des Klans um das brennende Feuerkreuz, das heute als Symbol des KKK allgemein bekannt ist. Diese Symbolik entnahm er ebenfalls Griffiths Film bzw. Dixons Buch, das sich wiederum auf angebliche schottische Mythen berief.
Dieser neue Klan erlebte einen regen Zustrom, vor allem weil die Gräueltaten der Rekonstruktionszeit bereits vergessen und durch Griffiths Film durch ein Bild des Heroischen ersetzt worden waren. Zu dem Heroischen des Klans gehörten auch die fantasievollen Klanstitel; so hießen die oberen Klanführer zum Beispiel Grand Dragon (Großer Drache), Grand Cyclops (Großer Zyklop) oder Imperial Wizard (Imperialer Hexenmeister).
Gemeinsam mit dem für die Klan-Propaganda zuständigen Edward Young Clarke baute Simmons den Klan zu einem profitablen Unternehmen aus. Aus kommerziellen und ideologischen Gründen wandte sich der neue Klan nun gegen Neueinwanderer, politisch engagierte Arbeiter und Gewerkschaftsfunktionäre, Intellektuelle, Juden, Katholiken und Gegner der von 1920 bis 1933 bestehenden Alkoholprohibition, die so genannten Nassen (wets). Der Klan wurde von einer regionalen, bereits in Vergessenheit geratenen paramilitärischen Organisation zu einer nationalen Bewegung, die sich nicht mehr nur auf die Südstaaten beschränkte.

#### Ära Evans 1922–1939

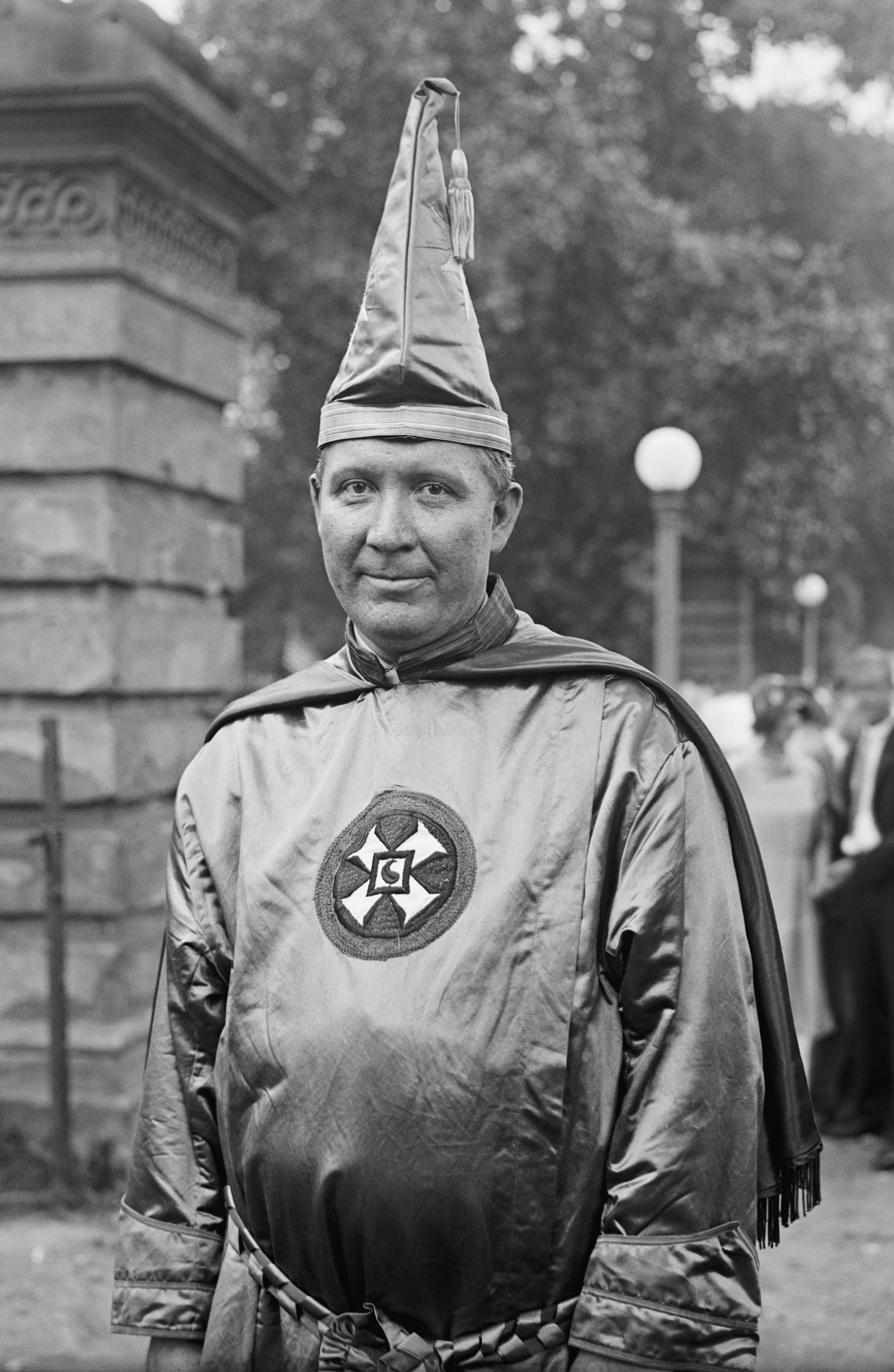
Grand Wizard Hiram Wesley Evans

Unstimmigkeiten zwischen den Klanführern führten dazu, dass zunächst Simmons, später auch Clarke (der daraufhin seinen eigenen Klan, das Supreme Kingdom, gründete), den KKK verließen und im November 1922 Hiram Wesley Evans, ein Zahnarzt aus Dallas, die Klanführung übernahm.
In den 1920er Jahren breitete sich der Klan in den gesamten USA aus. Unter Evans stieg er zu einer mächtigen Geheimorganisation auf, der es gelang, hunderte Richter, Sheriffs und Bürgermeister klanfreundlich zu stimmen, und entwickelte sogar eine Partnerschaft mit der Pillar of Fire Church, die die Methodistin Alma Bridwell White gegründet hatte. Neue Mitglieder bezahlten 10 USD (inflationsbereinigt über 100 $ heutiger Währung) Aufnahmegebühr, um den Klangruppen beitreten zu dürfen. Die protestantische Kirche wurde vom Klan genutzt, um zu zeigen, wann der Klan in eine neue Stadt kam: Mitglieder des Klans suchten (nach vorheriger Absprache mit dem Pfarrer) den Sonntagsgottesdienst auf und hinterließen eine Spende, die vom Pfarrer entgegengenommen und gesegnet wurde. Wenn dies geschehen war, wussten die Menschen, dass der Klan nun auch in ihrer Stadt war.
Dadurch, dass der Ku-Klux-Klan nun auch die amerikanische Flagge und heilige christliche Symbole wie z. B. das Kreuz benutzte und damit dem Selbstverständnis der weißen, protestantischen Mehrheitsbevölkerung der USA entgegenkam, fiel es ihm angesichts der steigenden Unzufriedenheit in der weißen Mittelschicht leicht, neue Mitglieder anzuwerben. Der Klan zählte 1922 3 Mio. Mitglieder und stand 1924 mit rund 4,5 Mio. Mitgliedern auf dem Höhepunkt seines Einflusses. Einige aktive Ku-Kluxer waren sogar angesehene Politiker im Senat, im Repräsentantenhaus oder auf untergeordneter Ebene. Sogar einzelnen Präsidenten werden Mitgliedschaften im Klan nachgesagt. Unter Evans war der Klan politisch am aktivsten, zudem steigerten sich die Terrorakte immens. Der KKK setzte sich über bestehende Gesetze hinweg und agierte als eigene Macht im Staat. Es traten im Zuge der Emanzipation auch Frauen in den KKK ein, die eigene Gruppen wie Women of the Ku Klux Klan gründeten. Zwischenzeitlich waren bis zu 500.000 Frauen Mitglieder des Ku-Klux-Klans. In diesen Zeiten entstanden jedoch auch die Knights of the Flaming Circle, die sich gegen den Ku-Klux-Klan organisierten.
Am 15. September 1923 verhängte der Bundesstaat Oklahoma als Maßnahme gegen den Terror und das Morden des Geheimbundes sogar das Kriegsrecht, eine Maßnahme, die den Einfluss des KKK allerdings nicht mindern konnte. Der Klan wurde vielerorts für seine Mitglieder zu einer Organisation, welche das ganze Leben bestimmte. Es gab Klan-Feriencamps, Klan-Kindergruppen, diverse Klantreffen und Freizeitaktivitäten. Ein Zweck dieser Angebote war neben der Bindung der Mitglieder auch das Geldverdienen – einige Anführer des Klans brachten es durch ihre Tätigkeit zu beträchtlichen Wohlstand. Es kam jedoch immer öfter zu Streitigkeiten, Abspaltungen und separaten Klan-Gründungen. Evans musste öfters Zivilgerichte einschalten, wodurch das Ansehen des Klans weiter sank. 1925 wurde der Große Drache D. C. Stephenson wegen Vergewaltigung und Mordes an einer Lehrerin, die in einem Programm zur Überwindung des Analphabetismus aktiv war, von einem Gericht angeklagt. Nach seiner Verurteilung zu einer lebenslangen Haftstrafe enthüllte Stephenson Listen über zahlreiche Bestechungsgelder des Klans. Als Folge seiner Enthüllungen mussten mehrere Politiker zurücktreten. Einfache Mitglieder wurden abgeschreckt und die Mitgliederzahl sank enorm.

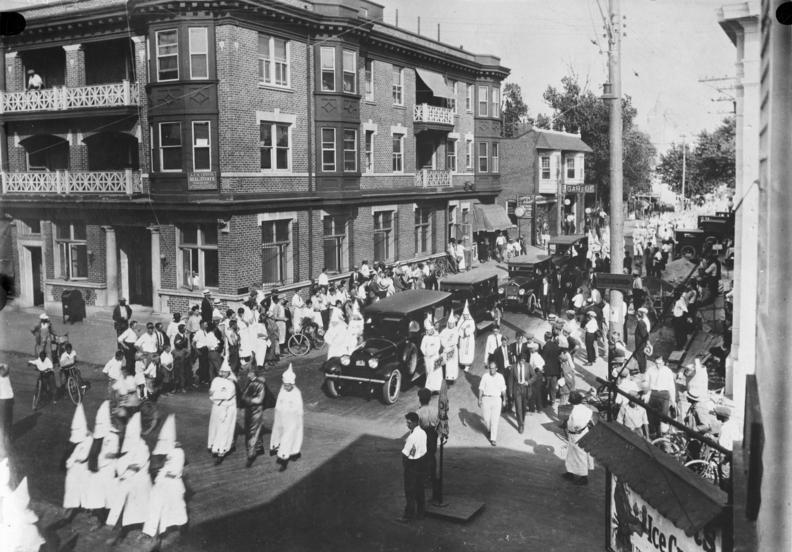
Begräbnis eines Mitgliedes des Ku-Klux-Klan in New Jersey (Juni 1931)

Der Grund für den weiteren Mitgliederschwund waren auch die von den Medien berichteten Verbrechen des Klans, die der Klan-Eigendarstellung des Bewahrers von Recht und Ordnung widersprachen, und die allgemeine negative Presse. Im Jahre 1928, der ab da kein Geheimbund war, belief sich die Mitgliederanzahl nur noch auf wenige hunderttausend. Hinzu kam die Weltwirtschaftskrise, die dem Klan stark zusetzte. Mitgliedschaft im Klan war verbunden mit teuren Gebühren für diverse „Leistungen“ (angefangen mit der Aufnahme) sowie den Kosten für Dinge wie Uniformen, welche selbstredend von der Klan-Führung bezogen werden mussten. Es gelang dem Klan während der Krise nicht, die steigende Armut und Unzufriedenheit für sich zu nutzen, und die weiße Unter- und Mittelschicht engagierte sich stattdessen eher vermehrt in zum Klan gegnerischen Gruppen wie den Gewerkschaften. Auch konnten sich viele ehemalige Mitglieder die kostspieligen Aspekte einer Mitgliedschaft schlicht nicht mehr leisten.
Letztlich sah sich Evans gezwungen, den Klan 1939 zu verkaufen.

#### Zweiter Weltkrieg
Die beiden Käufer, James H. Colescott und Samuel Green, versuchten, sich mit den Nationalsozialisten zu verbünden. Der japanische Angriff auf Pearl Harbor und die bald darauf erfolgende Kriegserklärung durch das Deutsche Reich machte ihnen diese Pläne jedoch zunichte. Nach Steuerforderungen des Staates mussten sie den Klan 1944 offiziell ein zweites Mal auflösen.

#### 1960er Jahre
Gleichzeitig mit dem Aufkommen der Bürgerrechtsbewegung in den 1950er Jahren kam es zu einer Wiederbelebung verschiedener Klanorganisationen. Die bedeutendste von ihnen waren die White Knights of the Ku Klux Klan (Weiße Ritter des Ku-Klux-Klan) im Bundesstaat Mississippi, die von Samuel Bowers geführt wurden. Im Süden wurde von den Klan-Anhängern erheblicher Druck auf die Schwarzen ausgeübt, nicht zu wählen. So waren z. B. im Jahr 1960 42 % der Bevölkerung des Bundesstaates Mississippi Schwarze, aber nur 6 % hatten ein registriertes Wahlrecht und gerade 2 % gingen wirklich wählen.
Die neubelebten Klan-Gruppen waren verantwortlich für gewalttätige Angriffe gegen Schwarze und Bürgerrechtler in Städten überall im Süden wie Jacksonville und St. Augustine in Florida, Birmingham und Montgomery in Alabama und Meridian in Mississippi. Trotz all dieser Bemühungen war der neue Klan nicht stark und zum Ende des Jahrzehnts hatte sich die Stärke und Mitgliederzahl praktisch auf null reduziert.
Des Weiteren begann das FBI, den Klan systematisch durch bezahlte Informanten zu infiltrieren. Dies führte dazu, dass einige Morde (u. a. an den Führern der Bürgerrechtsbewegung COFO) aufgeklärt werden konnten. Trotz der klaren Beweislage lehnte der Staat Mississippi es ab, Anklage zu erheben. Im Fall der ermordeten COFO-Anführer schritt schließlich das US-Justizministerium ein, was zu einer Verurteilung der Mörder führte. Eine Verurteilung blieb aber meist die Ausnahme, da die Täter oft von sympathisierenden Jurymitgliedern freigesprochen wurden.
Langsam vollzog sich ein Wandel und es wurden immer mehr Klanmitglieder angeklagt, zunächst hauptsächlich durch das Justizministerium auf Bundesebene. Der Hauptgrund für den Niedergang des KKK war die sich immer mehr durchsetzende Bürgerrechtsbewegung. Von da an nahm die Popularität der Ku-Klux-Klans immer weiter ab, bis die Mitgliederzahl Ende der 1960er Jahre auf gerade noch 1200 Mitglieder geschätzt wurde.
Die Ermittlungen zu einem Mord von Klanmitgliedern an Bürgerrechtsaktivisten im Jahre 1964 wurden 2006 wieder aufgenommen und abgeschlossen.

#### 1970er Jahre
Da die strikte Rassentrennung sich nicht mehr durchsetzen ließ und der Klan unter 2000 Mitglieder zählte, war die Organisation nur noch in Diskussionen um die Rassentrennung im Alltag und die Quotenregelung (Anteil an schwarzen Schülern) von Bedeutung.
Erst durch den neuen Anführer David Duke, der durch sein seriöses Auftreten und seinen geschickten Umgang mit den Medien versuchte, das Image des Ku-Klux-Klans zu verbessern, erfuhr dieser wieder einen leichten Aufschwung, sodass die Mitgliederanzahl auf 3500 stieg. Doch Dukes Auftreten und seine Politik stießen teilweise auf Kritik in den eigenen Reihen, sodass sich einige Gruppen abspalteten, um erneut zu versuchen, ihre Ziele mit Gewalt zu erreichen. 1979 wurden in Greensboro in North Carolina bei einem Überfall von Mitgliedern der American Nazi Party und des Klans fünf kommunistische Demonstranten ermordet.
1975 (und erneut 1991) kandidierte Duke erfolglos für einen Sitz im Senat von Louisiana; 1979 schied er aus der Führungsebene des Klans aus. 1988 und 1992 bewarb er sich vergeblich um das Amt des Präsidenten der Vereinigten Staaten.

#### 1980er Jahre
Anfang der 1980er Jahre ermittelte das FBI gegen Anhänger des Klans wegen der Kindermorde von Atlanta, fand jedoch keine Beweise für ihre Involvierung.
Ein weiterer schwerer Schlag für den Ku-Klux-Klan war es, als im Jahre 1987 die größte noch bestehende Klan-Gruppe United Klans of America (Vereinigte Klans von Amerika) aufgrund einer Zivilrechtsklage aufgelöst werden musste. Die Anti-Klan-Organisation Klanwatch hatte der Mutter des vom Klan ermordeten Michael Donald zu dieser (weiteren) Klage geraten, nachdem die Mörder ihres Sohnes bereits verurteilt worden waren. Die vereinigten Klans von Amerika wurden wegen der Aufrufe zu Gewalttaten und Morden ihrer Anführer zu einer Strafe von 7.000.000 $ verurteilt, die sie nicht bezahlen konnten. Das gesamte Eigentum der Gruppe wurde an die Kläger übergeben und die Gruppe aufgelöst.
Es kam zwar weiter zu sporadischen Gewaltakten, doch die Klansmänner hielten sich stärker zurück, da ihnen bewusst wurde, dass sie nun, im Gegensatz zur Vergangenheit, auch zum Tode verurteilt werden konnten.

#### 1990er Jahre
Im Jahre 1997 wurde das Klanmitglied Henry Hays wegen des Mordes an Michael Donald hingerichtet. Er war seit 1913 der erste Weiße, der in Alabama wegen Mordes an einem Schwarzen hingerichtet wurde.

#### Seit 2000
Zu Beginn des 21. Jahrhunderts schätzte man die Mitgliederzahl auf 5000 Klansmänner. Der Klan tritt nicht als geschlossene Organisation auf, sondern verteilt sich auf einzelne unabhängige Sektionen über die Vereinigten Staaten.
Seit 1995 bekämpft der Klan gezielt schwarze Kirchengemeinden. In den letzten Jahren wurden mehr als 180 Kirchen afroamerikanischer Gemeinden durch Brandanschläge zerstört. Es wird vermutet, dass der KKK an diesen Brandanschlägen beteiligt war.
Seit der Wahl von Barack Obama zum Präsidenten im Jahr 2008 verzeichnete der Ku-Klux-Klan neuen Zulauf. Er setzt in seiner heutigen Eigendarstellung auf ein moderneres und bürgerliches Erscheinungsbild.
In den letzten Jahren sucht der Klan vermehrt Kontakt zu anderen rechtsextremen Bewegungen.
Am 13. April 2014 erschoss ein 73-jähriges Ku-Klux-Klan-Mitglied in Overland Park in der Metropolregion Kansas City drei Menschen in zwei jüdischen Einrichtungen. Der Täter wurde festgenommen.
Am 16. November 2014 übernahm das Hackerkollektiv Anonymous das Twitter-Konto des Klans und attackierte die Website, bis sie nicht mehr erreichbar war. Weiterhin wurden Namenslisten und Bilder von Mitgliedern des Klans auf Anonymous zugeschriebenen Seiten veröffentlicht.

## Doktrin
Der Ku-Klux-Klan sieht sich selbst als eine radikal protestantische Organisation. Von den frühen 1900er bis in die 1940er Jahre sahen hunderttausende fundamentalistischer Protestanten (vor allem aus dem Mittleren Westen, aber mit der Zeit auch wieder aus dem Süden) den KKK als Teil ihres Glaubens. Millionen weitere sahen die Methoden des KKK zwar als tadelnswert und extrem an, erkannten die Mitglieder aber trotzdem als vollwertige Christen an und stimmten mit der Meinung des Klans überein, dass weiße Protestanten von Geburt an anderen Gruppen überlegen seien. Zu dieser Zeit wurde die Unterdrückung von Schwarzen, Juden, Katholiken, Kommunisten und Homosexuellen von vielen als Teil von Gottes Plan gesehen.
Die KKK-Mitglieder verstehen sich als verfassungstreue Patrioten; bei Aufnahme in den Klan wird ein Eid auf die US-Verfassung abgelegt. Einige amerikanische Neonazis lehnen den KKK deshalb als zu gemäßigt ab.

## Zeichen und Symbole

Ku-Klux-Klan-Symbol: das brennende Feuerkreuz

Konföderierte Kriegsflagge

Variante einer Ku-Klux-Klan-Flagge

Im Gegensatz zum Klan in seiner originalen Erscheinungsform des 19. Jahrhunderts, der keine Flaggen oder Symbole hatte, konzentrierte sich die 1915 entstandene Version auf den Gebrauch der US-Flagge, was Materialien und Fotografien aus den 1920er Jahren, dem Höhepunkt dieses Klans, bezeugen.
In den 1950er und 1960er Jahren versuchten einige Klangruppen, sich die Kriegsflagge der Konföderation (vgl. Andreaskreuz) anzueignen, um sie im Kampf gegen die Aufhebung der Rassentrennung im Süden der USA zu benutzen. Diese Identifikation mit Südstaaten-Symbolen ist von historischen Aktivisten im – den Klan dominierenden – Mittleren Westen weitgehend nicht anerkannt worden. In seiner zersplitterten Form benutzen einige Instanzen des KKK noch immer die konföderierte Kriegsflagge und die US-Flagge, allerdings ohne offizielle Anerkennung.
Wohl bekanntestes Symbol des KKK ist das brennende Kreuz. Es soll das Licht Jesu Christi symbolisieren, da sich der Klan als radikale protestantische Organisation sieht.
Zur Verwendung der weißen Kapuzengewänder gibt es zwei Theorien:
- Die Gewänder repräsentieren Geister der im Sezessionskrieg gefallenen Konföderationssoldaten, die vom Tode auferstanden sind, um sich an ihren Feinden zu rächen. Treffen finden daher meist im Schutze der Nacht statt.
- Die weißen Kapuzengewänder symbolisieren Reinheit und Sauberkeit, in Abgrenzung zu den von KKK-Mitgliedern als schmutzig und minderwertig wahrgenommenen Gruppen wie etwa den Afroamerikanern.

Die Kapuzengewänder erinnern an die Kapuzenmäntel (vgl. Capirote), die Bußbruderschaften bei Prozessionen während der Karwoche (Semana Santa) in Spanien und einzelnen Teilen Süditaliens tragen, es gibt jedoch sonst keine Verbindungen zum Ku-Klux-Klan.

## Politischer Einfluss
Der zweite Ku-Klux-Klan gewann vom Mittleren Westen ausgehend bis in den Süden und Nordosten bis 1925 an Bedeutung und Verbreitung und zählte zu dieser Zeit viele Politiker zu seinen Mitgliedern. Auch pflegte der Klan anlässlich der Präsidentschaftswahlen Wahlempfehlungen abzugeben. Der Einfluss des ersten und des dritten Klans blieb jedoch im Wesentlichen auf die Südstaaten begrenzt (konnte dort allerdings erheblich sein) und hatte aufgrund der geringen nationalen politischen Bedeutung der Südstaaten bis in die Zeit der Bürgerrechtsbewegung wenig nationalen Einfluss. Versuche den Klan nach den 1960er Jahren wiederzubeleben hatten – abgesehen von der terroristischen Gewalt – keinen Einfluss auf die Politik. Figuren wie David Duke wurden eher dadurch einflussreich, dass sich die Mehrheit der Gesellschaft gegen ihn stellte.
Ein ehemaliges Klanmitglied mit nationaler Bedeutung war Hugo Black (1886–1971), Richter am Supreme Court, der die rassistischen Ansichten des Klans später ablehnte und oft gegen die Gerichtsmehrheit im Sinne von Schwarzen urteilte. Carl Sagan sagte über Black: „Als junger Mann trug er weiße Roben und verängstigte Schwarze, als alter Mann trug er schwarze Roben und verängstigte Weiße.“
Der verstorbene Senator Robert Byrd aus West Virginia (1917–2010) war ebenfalls ein ehemaliges Mitglied des KKK. Er distanzierte sich zu Beginn seiner bundespolitischen Karriere 1952 vom Klan und beschrieb seinen Beitritt als seinen größten Fehler.
Robert O. Paxton schrieb 2004 in Anatomie des Faschismus, dass einiges dafür spräche, den ersten KKK als die erste faschistische Bewegung der Welt zu begreifen und er „eine bemerkenswerte Vorschau darauf [war], wie faschistische Bewegungen im Europa der Zwischenkriegszeit funktionieren würden.“

## Der Klan außerhalb der Vereinigten Staaten
Auch in Kanada gab und gibt es einen Klan. In der mittelwestlichen Provinz Saskatchewan hatte der Klan von 1929 bis 1934 unter James Anderson Einfluss auf die Regierung.
In Australien baute ein früheres Mitglied der One Nation Party, Peter Coleman, in den späten 1990er Jahren einen Klan auf. In den 2000er Jahren gab es Versuche des KKK, die Australia First Party zu infiltrieren.
Der europäische Ableger des Ku-Klux-Klan sind die European White Knights of the Burning Cross. Untergruppen gibt es, laut Aussagen des Klans, im Vereinigten Königreich, in Deutschland, Frankreich, Griechenland, Österreich, der Schweiz und Schweden.

### Deutschland
In Deutschland existierte in den 1920er Jahren ein Ku-Klux-Klan-Ableger. Die Gruppe mit dem Namen Ritter zum feurigen Kreuz soll aus etwa 350 Mitgliedern bestanden haben. Er wurde 1930 aufgelöst. In der Nachkriegszeit entstanden neue kleine Klan-Gruppen, die sich größtenteils an den US-Klan anlehnten. In Deutschland gründeten in Bitburg stationierte US-Soldaten gemeinsam mit rassistischen Deutschen 1980 einen KKK-Ableger. 1991 bildete sich erneut eine Klan-Gruppe, die sich nach der Einleitung eines Ermittlungsverfahrens 1992 wieder auflöste. Zuvor wurde unter anderem ein Magazin (Das Feuerkreuz) aus dem Umfeld des KKK verbreitet. 1992 sollen mutmaßliche Anhänger des KKK in Brandenburg einen nigerianischen Asylbewerber fast totgeschlagen und in einen See geworfen haben.
Anfang der 1990er Jahre produzierte der freischaffende Film-Redakteur Michael Born für SternTV einen Beitrag über einen angeblichen Ku-Klux-Klan in der Eifel. Der Beitrag flog später als Fälschung auf. Die Kostüme waren selbst gefertigt, die Darsteller waren Freunde des Journalisten.
Anfang der 1990er Jahre versuchte der spätere V-Mann Carsten Szczepanski einen deutschen Ableger der Ku-Klux-Klans zu gründen. Zu einer Kreuzverbrennung zusammen mit Dennis Mahon (White Knights of the Ku Klux Klan) lud er Journalisten von RTL plus ein. Außerdem verlegte er zwei Ausgaben eines Fanzines namens „Das Feuerkreuz“, bestehend aus Artikeln aus US-amerikanischen Klanheften. Mitte der 1990er Jahre trafen sich etwa 20 Neonazis in der Nähe von Jena und verbrannten Kreuze. Teilnehmer waren auch die NSU-Mitglieder Uwe Böhnhardt und Beate Zschäpe sowie der NPD-Politiker Ralf Wohlleben. Die Staatsanwaltschaft Gera erhob damals Anklage, nachdem sie bei Zschäpe Fotos gefunden hatte, auf denen lichterloh brennendes Holz und Personen beim Hitlergruß zu sehen waren. Der Bundestags-NSU-Untersuchungsausschuss befragte im Frühjahr 2013 den V-Mann Corelli (Thomas R.) aus Sachsen-Anhalt. Er soll einer der Mitbegründer eines Ablegers des KKK in Baden-Württemberg gewesen sein und den Rang eines Kleagles (Anwerber) innegehabt haben.
2012 wurde bekannt, dass in Baden-Württemberg zwei Böblinger Polizisten einige Monate Mitglieder der European White Knights of the Ku Klux Klan gewesen waren. Dieser Ableger soll von 2000 bis 2002 mit etwa 10 Mitgliedern existiert haben. Der Fall erhielt zusätzlich Brisanz, da es sich bei den Polizisten um Kollegen der ermordeten Polizistin Michèle Kiesewetter handelt. Zudem war öffentlich geworden, dass der Fall von den Behörden zehn Jahre lang geheim gehalten wurde. 2004 wurde ein Disziplinarverfahren betrieben, das mit einer Rüge für die Beamten endete. Die beiden waren auf der Geyersburg in Untermünkheim (Landkreis Schwäbisch Hall) mit einem Blutritual in den Ku-Klux-Klan aufgenommen worden, nach einigen Monaten aber wieder ausgetreten. Beide befanden sich 2012 noch im Dienst. Im Oktober 2012 bestätigte Reinhold Gall den Verdacht, dass ein Mitarbeiter des baden-württembergischen Verfassungsschutzes damals den Anführer des Schwäbisch Haller Ku-Klux-Klan-Ablegers darüber informiert haben soll, dass sein Telefon überwacht wurde. Danach wurde dieser Mitarbeiter im gleichen Jahr in eine andere Landesbehörde versetzt, der Vorgang wurde seinerzeit nicht weiter aufgeklärt. Der im Ku-Klux-Klan als Ryan Davis bekannte Achim S., der in den USA eine Ausbildung zum Grand Dragon absolvierte, hatte die schwäbische Klan-Gruppe im Jahr 2000 gegründet, fiel durch die Teilnahme an NPD-Veranstaltungen auf und war Solist bei den Neonazi-Bands Wolfsrudel und Celtic Moon. 2003 traf sich Achim S. mit dem Verfassungsschutz, dabei sagte er aus, dass die Polizisten damit angegeben hätten, einen „Neger“ verhaftet und dann mit weißen Kutten verkleidet in der Zelle aufgesucht zu haben. Das Innenministerium bestätigte im November 2013 in einer vertraulichen Unterrichtung des Landtags-Innenausschusses die Gründung der Gruppe durch S. Laut S. soll es in Stuttgart eine Gruppe von zehn bis zwanzig Polizisten gegeben haben, deren verbindendes Element ein klar rechtsextremistisches Weltbild war, zeitweise hätten bis zu sechs Beamte die Nähe zu dem Geheimbund gesucht. Ebenso soll eine Polizistin Kontakt zum Klan gehabt haben, die für das Drogendezernat gearbeitet und einen starken Hass auf Schwarze gehabt habe. Laut der Südwest Presse sind zwei ehemalige Mitglieder dieser Gruppierung heute in der NPD aktiv.
Aufsehen erregte im Jahr 2011 eine Kreuzverbrennung bei Grabow (Mecklenburg-Vorpommern), wodurch deutsche Medien auf den Klan aufmerksam wurden. Veranstaltet haben soll die Kreuzverbrennung eine Klan-Gruppe um einen selbsternannten „Bischof“ aus Berlin.
Ein ehemaliges Mitglied erwähnte in einem Interview im November 2012, es habe auch in Sulzbach an der Murr, Ansbach und Hessen Treffen des Klans gegeben.
Der Verfassungsschutz Nordrhein-Westfalen gab 2013 bekannt, dass es seit Juli 2011 einen Internet-Auftritt Teutonische Ritter des Ku Klux Klan in Deutschland – Distrikt NRW gibt. Die Zahl der Mitglieder betrage unter zehn, einige von ihnen seien bereits als Rechtsextremisten bekannt gewesen. Im November 2011 sei in Köln ein Auftritt von David Duke geplant gewesen, der jedoch vor seiner geplanten Rede festgenommen und ausgewiesen worden war.
Stand 2018 soll es nach Behördenangaben vier Vereinigungen sowie zusätzlich zwei geschlossene Gruppen in sozialen Netzwerken geben, die sich auf den Ku-Klux-Klan beziehen.
Am 16. Januar 2019 erfolgte eine Großrazzia gegen 17 Personen in ganz Deutschland. Die Polizei ermittelte gegen 40 Mitglieder einer Vereinigung, die den Namen National Social Knights of the Ku-Klux-Klan Deutschland tragen soll. Dabei soll es sich um ein mutmaßlich gewaltbereites Netzwerk handeln. Bei den Durchsuchungen seien mehr als hundert Waffen, wie Messer und Macheten, aber auch Schreckschuss- und Druckluftwaffen, gefunden worden.

## Literarische und filmische Rezeption
- Der Ku-Klux-Klan – Eine Geschichte des Hasses. 114-minütiger Dokumentarfilm von David Korn-Brzoza für Arte (Frankreich 2019)
- Die Arier[57] (Dokumentarfilm 2014; Mo Asumang interviewt Ku-Klux-Klan-Mitglieder)
- Die Geburt einer Nation (The Birth of a Nation, Spielfilm 1915)
- Die Gefangene des Ku-Klux-Klan (Storm Warning, Spielfilm 1951)
- Verflucht sind sie alle (The Klansman, Verfilmung 1974)
  - Nach einem Buch von William Bradford Huie, u. a. mit Lee Marvin, Richard Burton und O. J. Simpson.
- Verraten (Betrayed, 1988)
- Mississippi Burning – Die Wurzel des Hasses (Mississippi Burning, Filmdrama 1988)
  - Der in den USA von MGM gedrehte Spielfilm thematisiert die Ermordung der drei Bürgerrechtler James Earl Chaney, Michael Schwerner und Andrew Goodman in Neshoba County, Mississippi, am 21. Juni 1964 durch Mitglieder des Ku-Klux-Klans (vgl. Edgar Ray Killen).
- Das Attentat (Ghosts of Mississippi, 1996)
- Die Jury (A Time to Kill, 1989), Roman von John Grisham, sowie der darauf basierende Film Die Jury (A Time to Kill, 1996)
- Die Kammer (The Chamber, 1994), Roman von John Grisham, sowie der darauf basierende Film Die Kammer (The Chamber, 1996)
- Black Klansman, 2014, Buch von Ron Stallworth, sowie der darauf basierende Film (BlacKkKlansman, 2018)